# Championnat du Portugal féminin de football 1992-1993
Navigation
Édition précédente Édition suivante
La Taça Nacional Feminino 1992-1993 est la 8e édition du championnat du Portugal féminin de football, et la dernière édition sous l'appellation de Taça Nacional Feminino. Durant la première phase, dix-neuf équipes divisées en trois groupes régionaux, et non plus deux, s'affrontent sous forme de championnat, selon le principe des matches aller et retour. À l'issue de cette dernière, les deux premières équipes de chaque groupe s'affrontent dans une phase finale, toujours sous le principe d'un championnat aller-retour.
Au terme de la saison, le Boavista s'adjuge un nouveau titre de champion. Pour cette huitième édition il n'existe toujours pas de principe de relégations en division inférieure.
Durant les huit éditions de la Taça Nacional de Futebol Feminino, un total de 51 clubs (hors saison 1987-88), y ont participé. Seul le Boavista FC et l'União de Coimbra ont disputé toutes les éditions. Le Boavista Porto, est le "CLUB" phare du football féminin portugais s'adjugeant la totalité des titres, que ce soit en première phase ou en phase finale. Le club détient aussi le record du plus grand nombre de buts marqué en une rencontre, soit 19 contre le FC Mãe d´Água, lors de la saison 1990-1991.

## Participants
Ces trois tableaux présentent les dix-neuf équipes qualifiées pour disputer le championnat 1992-1993. On y trouve le nom des clubs, la date de création du club, le nom des stades ainsi que la capacité de ces derniers
La première phase comprend deux groupes de six et une de sept équipes (zone C). 
Légende des couleurs
- Vainqueur de la Taça Nacional Feminino la saison précédente.
- Promu de division inférieure.

| \| Clube de Albergaria Lobão Argoncilhe Boavista Torre Merelinense \| Localisation des clubs engagés dans la Zona A du championnat. |
| Clube de Albergaria Lobão Argoncilhe Boavista Torre Merelinense                                                                     |

| Nom du club         | Date de création | Dernière montée | Division 1991-1992 | Stade                                             | Capacité | Vict. |
| ------------------- | ---------------- | --------------- | ------------------ | ------------------------------------------------- | -------- | ----- |
| Clube de Albergaria | 1890             | 1989            | Taça Nacional      | Estádio Municipal António Augusto Martins Pereira | -        | /     |
| AD Argoncilhe       | 1979             | 1992            | Distrital          | Campo Centro Social de Argoncilhe                 | 2 500    | /     |
| Boavista FC         | 1903             | 1985            | Taça Nacional      | Campo de Treinos do Estádio do Bessa XXI          | -        | 7     |
| ADC Lobão           | 1978             | 1991            | Taça Nacional      | -                                                 | -        | /     |
| Merelinense FC      | 1938             | 1991            | Taça Nacional      | -                                                 | -        | /     |
| AR Torre            | -                | 1991            | Distrital          | -                                                 | -        | /     |

| \| Castrense U.Coimbra Ferreirense Escola Viseu Drizes \| Localisation des clubs engagés dans la Zona B du championnat. |
| Castrense U.Coimbra Ferreirense Escola Viseu Drizes                                                                     |

| Nom du club         | Date de création | Dernière montée | Division 1991-1992 | Stade                 | Capacité | Vict. |
| ------------------- | ---------------- | --------------- | ------------------ | --------------------- | -------- | ----- |
| FC Castrense        | 1953             | 1992            | Distrital          | -                     | -        | /     |
| CF União de Coimbra | 1919             | 1985            | Taça Nacional      | -                     | -        | /     |
| CD Drizes           | 1962             | 1992            | Distrital          | -                     | -        | /     |
| Escola Molelinhos   | 1979             | 1990            | Taça Nacional      | Campo do Vale da Pata | 350      | /     |
| União Ferreirense   | 1916             | 1986            | Taça Nacional      | -                     | -        | /     |
| CD Viseu            | -                | 1988            | Taça Nacional      | -                     | -        | /     |

| \| Juventude Trajouce Sporting Arroios Camarate Riachense \| Localisation des clubs engagés dans la Zona C du championnat. |
| Juventude Trajouce Sporting Arroios Camarate Riachense                                                                     |

| Nom du club          | Date de création | Dernière montée | Division 1991-1992 | Stade                       | Capacité | Vict. |
| -------------------- | ---------------- | --------------- | ------------------ | --------------------------- | -------- | ----- |
| CD Arroios           | 1934             | 1992            | Distrital          | -                           | -        | /     |
| União Camarate       | -                | 1990            | Taça Nacional      | -                           | -        | /     |
| Juventude Évora      | 1918             | 1992            | Distrital          | -                           | -        | /     |
| CA Riachense         | 1932             | 1989            | Taça Nacional      | -                           | -        | /     |
| AD São Roque         | -                | 1992            | Distrital          | -                           | -        | /     |
| Sporting CP          | 1906             | 1991            | Taça Nacional      | CGD Stadium Aurélio Pereira | 1 180    | /     |
| GMD 9 Abril Trajouce | 1931             | 1991            | Taça Nacional      | -                           | -        | /     |

## Compétition

### Première phase
Classement
Le classement est calculé avec le barème de points suivant : une victoire vaut deux points, le match nul un et la défaite zéro.
Critères de départage en cas d'égalité au classement :
1. classement aux points des matchs joués entre les clubs ex æquo ;
2. différence entre les buts marqués et les buts concédés sur la totalité des matchs joués dans le championnat ;
3. plus grand nombre de buts marqués sur la totalité des matchs joués dans le championnat ;
4. en cas de nouvelle égalité, une rencontre supplémentaire aura lieu sur terrain neutre avec, éventuellement, l’épreuve des tirs au but.

#### Zone A
Un nouveau titre de championne pour les joueuses du Boavista qui remportent leur championnat de première phase. Elles se qualifient ainsi avec leurs homologues du Merelinense Futebol Clube pour la phase finale, qui doit décider du titre de championnes.
| Rang | Équipe              | Pts | J  | G | N | P | Bp | Bc | Diff |
| ---- | ------------------- | --- | -- | - | - | - | -- | -- | ---- |
| 1    | Boavista FCT        | 19  | 10 | 9 | 1 | 0 | 49 | 4  | +45  |
| 2    | Merelinense FC      | 14  | 10 | 6 | 2 | 2 | 28 | 12 | +16  |
| 3    | ADC Lobão           | 13  | 10 | 5 | 3 | 2 | 21 | 16 | +5   |
| 4    | Clube de Albergaria | 8   | 10 | 3 | 2 | 5 | 11 | 16 | -5   |
| 5    | AR Torre            | 3   | 10 | 1 | 1 | 8 | 13 | 32 | -19  |
| 6    | AD ArgoncilheP      | 3   | 10 | 1 | 1 | 8 | 7  | 49 | -42  |

|  | Qualifiés pour la phase finale de la compétition. |
|  | Relégué en division inférieure. |
|  | T Tenant du titre. P Promu de division inférieure. Pts points ; G victoires ; N match nuls ; P défaites Bp buts marqués ; Bc buts encaissés ; Diff différence de buts |

| Résultats (▼dom., ►ext.)                                   | Boa | Mer | Lob | Alb | Tor | Arg  |
| Boavista FC                                                |     | 3-1 | 4-0 | 2-0 | 3-0 | 13-0 |
| Merelinense FC                                             | 1-2 |     | 0-0 | 2-1 | 3-0 | 6-0  |
| ADC Lobão                                                  | 2-2 | 3-3 |     | 2-1 | 3-2 | 5-0  |
| Clube de Albergaria                                        | 0-4 | 0-2 | 2-1 |     | 2-2 | 3-0  |
| AR Torre                                                   | 0-8 | 3-4 | 1-3 | 0-1 |     | 3-2  |
| AD Argoncilhe                                              | 0-8 | 0-6 | 1-2 | 1-1 | 3-2 |      |
| - Victoire à domicile - Match nul - Victoire à l'extérieur |     |     |     |     |     |      |

#### Zone B
L'União Ferreirense, s'adjuge pour la première fois le championnat de la zone C, reléguant l'União de Coimbra à la deuxième place.
| Rang | Équipe            | Pts | J  | G | N | P | Bp | Bc | Diff |
| ---- | ----------------- | --- | -- | - | - | - | -- | -- | ---- |
| 1    | União Ferreirense | 18  | 10 | 8 | 2 | 0 | 73 | 9  | +64  |
| 2    | União de Coimbra  | 17  | 10 | 8 | 1 | 1 | 49 | 8  | +41  |
| 3    | CD Viseu          | 12  | 10 | 5 | 2 | 3 | 24 | 23 | +1   |
| 4    | FC CastrenseP     | 6   | 10 | 2 | 2 | 6 | 9  | 35 | -26  |
| 5    | CD DrizesP        | 6   | 10 | 3 | 0 | 7 | 11 | 39 | -28  |
| 6    | Escola            | 1   | 10 | 0 | 1 | 9 | 1  | 53 | -52  |

|  | Qualifié pour la phase finale de la compétition. |
|  | Relégué en division inférieure. |
|  | T Tenant du titre. P Promu de division inférieure. Pts points ; G victoires ; N match nuls ; P défaites Bp buts marqués ; Bc buts encaissés ; Diff différence de buts |

| Résultats (▼dom., ►ext.)                                   | Fer  | Coi | Vis | Cas  | Dri  | Esc  |
| União Ferreirense                                          |      | 1-1 | 4-0 | 10-0 | 10-1 | 13-0 |
| União Coimbra                                              | 2-3  |     | 7-1 | 7-1  | 6-1  | 8-0  |
| CD Viseu                                                   | 4-4  | 1-5 |     | 2-1  | 3-0  | 8-0  |
| FC Castrense                                               | 1-7  | 0-4 | 1-1 |      | 2-0  | 2-1  |
| CD Drizes                                                  | 0-11 | 0-4 | 1-2 | 3-1  |      | 1-0  |
| Escola                                                     | 0-10 | 0-5 | 0-2 | 0-0  | 0-4  |      |
| - Victoire à domicile - Match nul - Victoire à l'extérieur |      |     |     |      |      |      |

#### Zone C
Les filles du Sporting CP et du GMD 9 Abril Trajouce sont qualifiées, pour la phase suivante. Ce sont les lisboètes qui deviennent championnes de la zone C, à la différence d'un but.
| Rang | Équipe               | Pts | J  | G  | N | P | Bp | Bc | Diff |
| ---- | -------------------- | --- | -- | -- | - | - | -- | -- | ---- |
| 1    | Sporting CP          | 22  | 12 | 11 | 0 | 1 | 77 | 1  | +76  |
| 2    | GMD 9 Abril Trajouce | 22  | 12 | 11 | 0 | 1 | 77 | 2  | +75  |
| 3    | CA Riachense         | 13  | 12 | 6  | 1 | 5 | 19 | 29 | -10  |
| 4    | CD ArroiosP          | 12  | 12 | 5  | 2 | 5 | 18 | 29 | -11  |
| 5    | Juventude ÉvoraP     | 6   | 12 | 1  | 4 | 7 | 10 | 42 | -32  |
| 6    | AD São RoqueP        | 6   | 12 | 2  | 2 | 8 | 5  | 48 | -43  |
| 6    | União Camarate       | 3   | 12 | 0  | 3 | 9 | 3  | 58 | -55  |

|  | Qualifié pour la phase finale de la compétition. |
|  | Relégué en division inférieure. |
|  | T Tenant du titre. P Promu de division inférieure. Pts points ; G victoires ; N match nuls ; P défaites Bp buts marqués ; Bc buts encaissés ; Diff différence de buts |

| Résultats (▼dom., ►ext.)                                   | SCP | Tra  | Ria | Arr | Évo | São  | Cam  |
| Sporting CP                                                |     | 2-0  | 9-0 | 6-0 | 8-0 | 15-0 | 8-0  |
| GMD 9 Abril Trajouce                                       | 1-0 |      | 2-0 | 5-0 | 5-0 | 9-0  | 14-0 |
| CA Riachense                                               | 0-3 | 0-9  |     | 2-0 | 0-0 | 2-0  | 5-1  |
| CD Arroios                                                 | 0-5 | 0-4  | 4-3 |     | 2-0 | 6-0  | 0-0  |
| Juventude Évora                                            | 0-9 | 0-7  | 0-2 | 4-4 |     | 0-3  | 1-1  |
| AD São Roque                                               | 0-5 | 0-8  | 1-2 | 0-1 | 0-0 |      | 0-0  |
| União Camarate                                             | 0-7 | 0-13 | 0-3 | 0-1 | 1-5 | 0-1  |      |
| - Victoire à domicile - Match nul - Victoire à l'extérieur |     |      |     |     |     |      |      |

### Phase finale
Les six équipes qualifiées pour la phase finale s'opposent dans un championnat aller-retour. Le Boavista s'octroie son huitième titre d'affilée.
| Rang | Équipe               | Pts | J  | G | N | P | Bp | Bc | Diff |
| ---- | -------------------- | --- | -- | - | - | - | -- | -- | ---- |
| 1    | Boavista FCT         | 18  | 10 | 8 | 2 | 0 | 23 | 7  | +16  |
| 2    | GMD 9 Abril Trajouce | 15  | 10 | 7 | 1 | 2 | 23 | 8  | +15  |
| 3    | Sporting CP          | 14  | 10 | 6 | 2 | 2 | 34 | 11 | +23  |
| 4    | Merelinense FC       | 8   | 10 | 3 | 2 | 5 | 14 | 21 | -7   |
| 5    | CF União de Coimbra  | 4   | 10 | 2 | 1 | 7 | 3  | 20 | -17  |
| 6    | União Ferreirense    | 1   | 10 | 0 | 1 | 9 | 8  | 38 | -30  |

|  | Vainqueur de la compétition. |
|  | T Tenant du titre. P Promu de division inférieure. Pts points ; G victoires ; N match nuls ; P défaites Bp buts marqués ; Bc buts encaissés ; Diff différence de buts |

| Résultats (▼dom., ►ext.)                                   | Boa | Tra | SCP | Mer | Coi | Fer  |
| Boavista FC                                                |     | 3-1 | 1-0 | 1-1 | 4-0 | 3-0  |
| GMD 9 Abril Trajouce                                       | 1-2 |     | 1-1 | 1-0 | 1-0 | 4-0  |
| Sporting CP                                                | 3-3 | 0-2 |     | 8-0 | 5-0 | 11-2 |
| Merelinense FC                                             | 0-1 | 1-5 | 1-2 |     | 2-0 | 4-1  |
| CF União de Coimbra                                        | 0-2 | 0-3 | 0-1 | 1-1 |     | 0-0  |
| União Ferreirense                                          | 1-3 | 1-4 | 1-3 | 1-4 | 1-2 |      |
| - Victoire à domicile - Match nul - Victoire à l'extérieur |     |     |     |     |     |      |